# Dolwyddelan Castle
Dolwyddelan Castle är ett slott i Storbritannien.   Det ligger i kommunen Conwy och riksdelen Wales, i den södra delen av landet, 300 km nordväst om huvudstaden London. Dolwyddelan Castle ligger 204 meter över havet.
Terrängen runt Dolwyddelan Castle är kuperad.Runt Dolwyddelan Castle är det ganska tätbefolkat, med 60 invånare per kvadratkilometer. Närmaste större samhälle är Blaenau-Ffestiniog, 6,7 km söder om Dolwyddelan Castle. I omgivningarna runt Dolwyddelan Castle växer i huvudsak blandskog.